# Tirinea
Tirinea es una novela escrita por el boliviano Jesús Urzagasti entre febrero y junio de 1967. La Editorial Sudamericana de Buenos Aires la publicó por primera vez en 1969, gracias a la gestión del ensayista argentino y amigo de Urzagasti Héctor A. Murena, quien coincidentemente estaba en la ciudad de La Paz.
Actualmente, Tirinea es considerada una de las 15 novelas fundamentales de Bolivia.

Al igual que Los deshabitados de Marcelo Quiroga Santa Cruz (considerada también como una de las novelas fundamentales de Bolivia), la escritura de esta obra coincidió con el Boom de la literatura en Latinoamérica. En palabras del propio Urzagasti: 
Cuando llegó el momento de escribir Tirinea, estoy hablando del año 1967, en febrero, estaban en auge una serie de escritores latinoamericanos, los del famoso “boom”. Los bolivianos también queríamos saber qué representaba ese estallido para nosotros. No era cuestión de alcanzar la fama, una masa de lectores, pues esas cuestiones son de suyo difíciles para cualquier autor boliviano, sino de plantearse una nueva manera de encarar la realidad, una nueva manera de traducirla en palabras. Al menos eso me propuse yo, un provinciano que estaba tratando de hallar un sitio en la gran ciudad que era, para mí, La Paz. 

## Argumento
Tirinea es un espacio inventado cuyo nombre se le presentó al propio Urzagasti en un sueño. Se trata del nombre que, dentro de la novela, el joven Fielkho elige para referirse a un diario. En las palabras de este diario, se intercalan las voces de Fielkho y del viejo, quienes relatan el paso del tiempo mientras toman limonadas y escuchan sonatas de Bach. A través de la escritura, Fielkho trata de encontrarse a sí mismo y ese recorrido lo lleva a encontrarse con el viejo, que parece ser una parte más libre de su propio yo. 
A su acto de escribir se debe que yo esté a punto de salir a flor de piel. Claro que él no tiene idea de lo que está sucediendo. Cada fracaso suyo es una cortina menos que nos separa. 
Como nota Urzgasti en la siguiente cita, la escritura es protagonista dentro de la novela: 
Tirinea trata, entre otras cosas, del afán de un autor de asumirse como individuo, como ser, como existencia en este mundo; por otro lado, de asumirse como escritor. Esa es la alternancia, es el contrapunto que se da en el libro. Creo que al final está más o menos tal como yo lo quería. Hay una ligerísima advertencia a los antropólogos del temor del personaje de ser un “misterio” y de que un antropólogo lo use para describir los ciclos evolutivos de las primeras tribus del Chaco boliviano. Pero la cuestión esencial no es ésa, sino la escritura.

## Recepción
Además de haber sido publicada por primera vez por una editorial extranjera, situación poco usual dentro de la literatura boliviana, la obra de Urzagasti fue elogiada por los poetas argentinos Alberto Girri y Rodolfo Alonso. En Bolivia, supuso un corte respecto a los parámetros que hasta entonces habían guiado a los autores en Bolivia. Según la crítica boliviana Ana Rebeca Prada: 
En Tirinea nos encontramos ya (1969) con una narrativa que, fundacionalmente, excede los discursos a los que nos había acostumbrado parte considerable de la literatura boliviana y que nos obliga a pensar una lectura que recupere del olvido a otros que, como Urzagasti, transitaron al margen del Estado y promovieron un pensamiento para éste ilegible. Se trata de una literatura que promueve el júbilo de lo humano y que se identifica sobre todo con gente sin nacionalidad (en el sentido de lo nacional-estatal), gente con otros apegos y filiaciones: la tierra local, los cariños, las manías artísticas, las más descabelladas imaginaciones. 
Por su parte, Giovanna Rivero nota que en Tirinea la imaginación reemplaza el relato histórico que hasta ese momento operaba en el país "al servicio de una ideoloegía hegemónica" y que, como había hecho ya Augusto Céspedes, Urzagasti retoma al Chaco como un espacio de identidad nacional. La misma autora nota que en la novela hay un intento por representar y poner sobre el escenario a las tierras bajas bolivianas, relegadas de "lo nacional" hasta ese momento.